# WoltLab Burning Board
WoltLab Burning Board  est un forum Internet commercial produit par l'entreprise allemande WoltLab GmbH. Écrit en PHP et utilisant la base de données MySQL, il est comparable aux autres forums tels que Simples Machines Forum, Invision Power Board, phpBB, UBB threads, vBulletin et MyBulletinBoard.

## Versions
La version 3 de Burning Board est commercialisée depuis le 23 juillet 2007. Cette version est disponible actuellement en allemand, anglais, chinois, français, italien et turc. D'autres langues seront intégrées dans les prochaines versions.
Woltlab Burning Board Lite 2.0 est la version gratuite de WBB 3.0.x, reprenant le cœur du logiciel tout en appliquant quelques limitations.
- 3.1.x (courante) - 5.2.3 (24 février 2020)[2]
- 3.0.x (ancienne version avec support) - 3.0.9 : 7 mai 2009
- 2.3.x (obsolète) - 2.3.6 pl2 : 16 octobre 2006
- 2.2.x (obsolète) - 2.2.2 : 18 mai 2005
- 2.1.x (obsolète) - 2.1.6 : 19 mai 2005
- 1.2 (obsolète) -
- Lite 2.0 (obsolète) - 2.0.0 : 20 mai 2008.
- Lite 1.0.x (obsolète) - 1.0.2 pl3: 19 avril 2005